# Bibi Lapin
Bibi Lapin (Br'er Rabbit) est avec Basile (Br'er Fox) le héros de Mélodie du Sud (Song of the South), un long métrage réalisé en 1946 par les studios Disney, inspiré par Les Contes de l'Oncle Rémus (Tales of Uncle Remus), de Joel Chandler Harris, écrits entre 1880 et 1905.

## Description
Bibi Lapin est le « gentil » alors que Basile et Boniface sont les méchants qui cherchent à l’attraper. Dans les bandes dessinées inspirées par le film, publiées dans Le Journal de Mickey, Bibi Lapin s’associe avec d’autres « gentils » : P'tit Loup (Li’l Bad Wolf), les trois petits cochons, alors que Basile et Boniface font équipe avec Zeke Wolf (Big Bad Wolf), Grand Loup, le plus méchant des « méchants », et d’autres voyous, comme Vittorio (Brer Weasel), Brer Buzzard et Brer Badger. Zeke Wolf, Brer Fox, Brer Bear, Brer Buzzard, Brer Weasel, Brer Wildcat font d’ailleurs partie du Foul Fellow’s Club (Club des Mauvais Garçons, une sorte de syndicat du crime et un repaire de brigands commandés par Zeke Wolf et Brer Fox). Bibi Lapin a une fiancée, une lapine, appelée Molly Cottontail. Il a aussi deux neveux, et Molly a deux nièces. Son meilleur ami semble être Lambin (Brer Terrapin), un garçon tortue.
Dans Mélodie du Sud, Frère Lapin est le plus intelligent, capable de se sortir des pièges mais en plus d'en sortir le premier. L'aspect du personnage, de par son dessin, le rend plus petit que les deux autres personnages principaux, Frère Renard et Frère Ours mais aussi beaucoup plus mignon. Il possède de grands pieds, un regard vif et joyeux - « l'image idéale d'une peluche pour enfant » - des oreilles baissées mais alerte, un nez rouge, deux grandes dents espacées, une queue « impertinente » blanche, ainsi qu'un pantalon bleu et une chemisette rose.